# 醉白池
醉白池位于上海松江区人民南路64号，是上海五大古典园林之一。1959年为满足城镇居民休闲需要在原古建筑基础上扩建外园，统称醉白池公园。现已成为国家AAAA级旅游景区和上海市文物保护单位。

## 历史
醉白池的早期历史有多种说法，据松江府志记载，醉白池最早由宋代松江进士朱之纯归老西湖后所建私家宅园，名“谷阳园”，明朝末期画家董其昌曾在此觞咏。然而也有人认为，董其昌当时在上海的园林名为“柱颊山房”，而文物普查中发现“柱颊山房”并非此处，仍需进一步考证。可以确定的是，清朝顺治年间，顾大申效仿宋朝宰相韩琦慕白居易而筑醉白堂之意对其扩建，命名醉白池。醉白池今天的布局基本延续了清代的设置。
民国年间，醉白池仍有建设工程。1912年12月26日，孙中山在视察闵行、松江时，出席松江各团体及同盟会会员在醉白池雪海堂举行的欢宴会，并先后发表4篇演说。抗战爆发后，日军曾轰炸醉白池南侧的松江站，但醉白池基本保持完整，因而被日军占领后用作军官住房，装饰也被改成日式风格。抗战胜利后醉白池曾短暂用作国民政府的交警大队，后被解放军接管。1958年，为满足松江居民的休闲需要，醉白池移交地方并扩建外园，1959年建成开放，当时为普通公园设计。文化大革命中醉白池古迹遭到破坏，但管理人员将《前后赤壁赋》、《云间邦彦图》两幅石刻伪装成宣传画，从而未受到破坏。文革结束后，醉白池进行彻底整修，拆除日式装饰并恢复部分文物原貌，文革中被毁的匾额则由松江画家程十发重题；按照普通公园建设的外园亦改为中式自然式园林布局。2011年，又增设盆景园和两处活动空间。2020年，为纪念孙中山逝世95周年，公园内举办了文物文献展。

## 参观信息

### 门票
- 票价：12元
- 现役军人及家属、烈士遗属、65周岁以上老人、消防员等优待人士持有效证件免费优先入园。
- 6周岁或身高1.3米以下的儿童享受免票，需由成人陪同入园。
- 6周岁-18周岁未成年人、60 周岁-64周岁老年人、全日制大学本科及以下学历学生持有效证件享受半价优惠。

### 开放时间
- 公园开放时间：6:00~17:00（16:30停止入场）
- 厅堂开放时间：8:00~17:00

### 交通线路
- 铁路松江站
- 上海地鐵
  - 9号线：醉白池站
- 上海公交
  - 松江6路、松江9路、松江12路、松江13路、松江19路、松江26路：醉白池站